# Final Fantasy VII: Last Order
Final Fantasy VII: Last Order (Final Fantasy VII: La última orden o el último fin) es una OVA (Original Video Animation) incluida en la edición de coleccionista de la película "Final Fantasy VII: Advent Children" para Japón. 
Final Fantasy VII: Last Order es parte del proyecto de la compañía de videojuegos Square Enix llamada Compilation of Final Fantasy VII, cuyo objetivo es completar y ampliar la historia de Final Fantasy VII, videojuego lanzado en 1997 para PlayStation. 
De apenas 20 minutos de duración narra lo acontecido aproximadamente 4 años antes del argumento del popular juego "Final Fantasy VII". En concreto los hechos acontecidos en Nibelheim, pueblo natal de Tifa y Cloud y en el que Sephirot descubre su verdadero origen. 
La animación está muy bien realizada y aunque algunas partes de la historia son cambiadas ligeramente el OVA es considerado como un buen extra para los fanáticos de Final Fantasy.
La historia transcurre casi totalmente en Nibelheim, con unas ligeras modificaciones en la historia, pero nada importante.

## Trama
El OVA "Last Order" narra los eventos que, ocurren aproximadamente 4 años antes de "Final Fantasy VII", cuando dos Soldados de ShinRa, Zack Fair y Cloud Strife, escapan de los laboratorios investigación de la compañía. Al mismo tiempo, los distintos personajes van recordando cómo se relacionan estos eventos con un desastre ocurrido 3 años antes (7 años antes de Final Fantasy VII) en Nibelheim.
Zack lleva a Cloud, a cuestas, ya que debido al grado de experimentación que sufrió, este ha quedado en un estado de coma. Cuando son interceptados por soldados de ShinRa, Zack defiende a Cloud. Los "Turks", unidad especial de operaciones de ShinRa, envía a Reno y Rude a hacerse cargo de la situación. En este punto, Tseng, el líder de los Turks, pondera cómo Zack y Cloud se han visto afectados por la vida de un Soldado que ha desaparecido: el legendario Sephiroth.
Años antes, durante una investigación de ShinRa en Nibelheim, Sephiroth y Zack fueron enviados con un grupo de soldados, Cloud entre ellos, al pueblo natal de este, Nibelheim, a revisar el Reactor Mako de ese lugar que estaba creando monstruos. Por alguna razón, Sephiroth se vuelve violento y ataca el pueblo llevando a la conocida escena en donde se da la espalda, rodeado del fuego en que arde el pueblo.
Volviendo al presente, Zack deja a Cloud protegido por su arma, la Espada Buster, mientras ataca a los Soldados, que no son capaces de responderle ni en largo ni en corto rango. Zack aparenta escapar, pero va por un vehículo para recoger a Cloud; en ese momento los Turks aparecen y le ofrecen a Zack la posibilidad de entregarse voluntariamente para no ser lastimado. Zack clama que quiere su libertad.
Años antes, durante el ataque a Nibelheim, Tifa, quien era nativa de ese lugar, se encontró a su padre muerto cerca del reactor Mako. Ella había sido la guía para ShinRa en la expedición, y al ver esto empezó a odiar a Sephiroth, a los Soldados, a ShinRa... a todo. Tifa persigue a Sephiroth y trata de atacarlo pero es gravemente herida. A ese lugar llega Zack, quien trata de entender porqué Sephiroth está actuando tan extraño. Sephiroth clama que viene por "su Madre", y que juntos van a tomar de vuelta el mundo ya que son, acorde a datos encontrados en Nibelheim, los últimos de los "Cetra", antigua raza que poblaba el Planeta. Sephiroth llama a los humanos "traidores" ya que atacaron a los Cetra y encerraron a la "madre"; entonces se produce una pelea entre Zack y Sephiroth en la cual este emerge victorioso pero no logra eliminar a Zack.
Mientras Sephiroth se concentra en liberar a la madre, "JENOVA", es atacado por la espalda --- es Cloud, quien  clama que quiere de vuelta a su familia y a su pueblo. Tras dejar a Sephiroth malherido, Cloud va por Tifa, a quien prometió en la niñez siempre cuidar. Zack pide a Cloud que elimine a Sephiroth, pero este es demasiado poderoso. Cuando Cloud es empalado a un muro por la espada de Sephiroth, sólo a punta de su voluntad logra forzar la espada y dar vuelta el movimiento para atacar a Sephiroth, quien no le da importancia al asunto, y, tomando la cabeza de JENOVA, salta del reactor para caer en el "Flujo de la Vida". Tras los eventos, Hojo del Departamento de Ciencias de ShinRA, ordena que Zack y Cloud sean hecho prisioneros para sus experimentos.
De vuelta al presente, Zack se encuentra con Cloud en una camioneta rumbo a Midgar, la ciudad principal. Zack va discutiendo con Cloud acerca de qué harán cuando lleguen a la ciudad para ganar dinero, aunque Cloud no responda por su estado. Los Turks los están siguiendo, pero unos soldados llegan antes y deciden que no quieren que los Turks se lleven todo el crédito. Justo en ese momento, Zack siente algo extraño, y grita a Cloud: "¡Cloud, corre!". La pantalla se va a negro y se escucha un simple disparo.